# NGC 3283
NGC 3283 is een lensvormig sterrenstelsel in het sterrenbeeld Zeilen. Het hemelobject werd op 3 maart 1837 ontdekt door de Britse astronoom John Herschel.

## Synoniemen
- ESO 263-48
- IRAS 10290-4559
- PGC 31035